# Ophiomyia ocimi
Ophiomyia ocimi är en tvåvingeart som beskrevs av Spencer 1965. Ophiomyia ocimi ingår i släktet Ophiomyia och familjen minerarflugor.
Artens utbredningsområde är Guinea. Inga underarter finns listade i Catalogue of Life.